# Phidolopora labiata
Phidolopora labiata is een mosdiertjessoort uit de familie van de Phidoloporidae. De wetenschappelijke naam van de soort is voor het eerst geldig gepubliceerd in 1862 door Gabb & Horn.